# Коппола, Доменико
Доменико Коппола (итал. Domenico Coppola; род. 29 января 1999 года в Турине, Италия) — итальянский футболист, вратарь.

## Клубная карьера
Доменико воспитывался в академии «Торино» и прошёл через всю детско-юношескую систему этого клуба. В сезоне 2018/19 он был арендован командой «Кунео» из Серии C, но не провёл за неё ни одной игры. Когда в 2019 году Доменико вернулся в расположение «Торино», туринцы не стали продлевать с ним контракт и отпустили вратаря в «Савойю», искавшую замену Джанлуке Вольцоне. В составе «королевского клуба» и состоялся его дебют во взрослом футболе: 6 октября 2019 года он пропустил 1 мяч в матче Серии D против «Роччеллы». Всего в сезоне 2019/20 голкипер провёл 15 встреч, пропустив 8 голов и 8 раз отстояв «на ноль». Сезон 2020/21 Доменико начал запасным вратарём «Савойи». В январе 2021 года он покинул её и перебрался в «Афраголезе» ради получения игровой практики. Вратарь провёл за новый клуб всего 3 встречи в Серии D, где пропустил 6 мячей. Остаток сезона Доменико провёл в любительской «Павии».
В начале 2022 года голкипер заключил контракт с армянским клубом «Ван». Он дебютировал за него 5 марта, пропустив 2 гола от «Алашкерта» в чемпионате Армении. Суммарно Доменико принял участие в 9 встречах армянского первенства и пропустил в них 12 голов, из них только 2 игры были «сухими». После завершения сезона 2021/22 вратарь стал свободным агентом и за лето не смог найти себе новый клуб.

## Международная карьера
Доменико представлял Италию на юношеском уровне. 20 января 2016 года он провёл единственную игру за юношескую сборную Италии до 17 лет, заменив основного вратаря Филиппо Марикки в перерыве товарищеского матча со сверстниками из Испании и «насухо» отстояв его остаток. В том же году вратарь провёл 2 игры за команду до 18 лет, пропустив 1 мяч.

## Личная жизнь
Младшие братья Доменико, Алессандро (род. 2000) и Франческо (род. 2005) — тоже футболисты, однако они играют в центре защиты. Их мать по национальности кубинка, в молодости она профессионально занималась лёгкой атлетикой. Благодаря своим корням Доменико и его братья имеют право выступать за национальную сборную Кубы.